# Derek Walcott

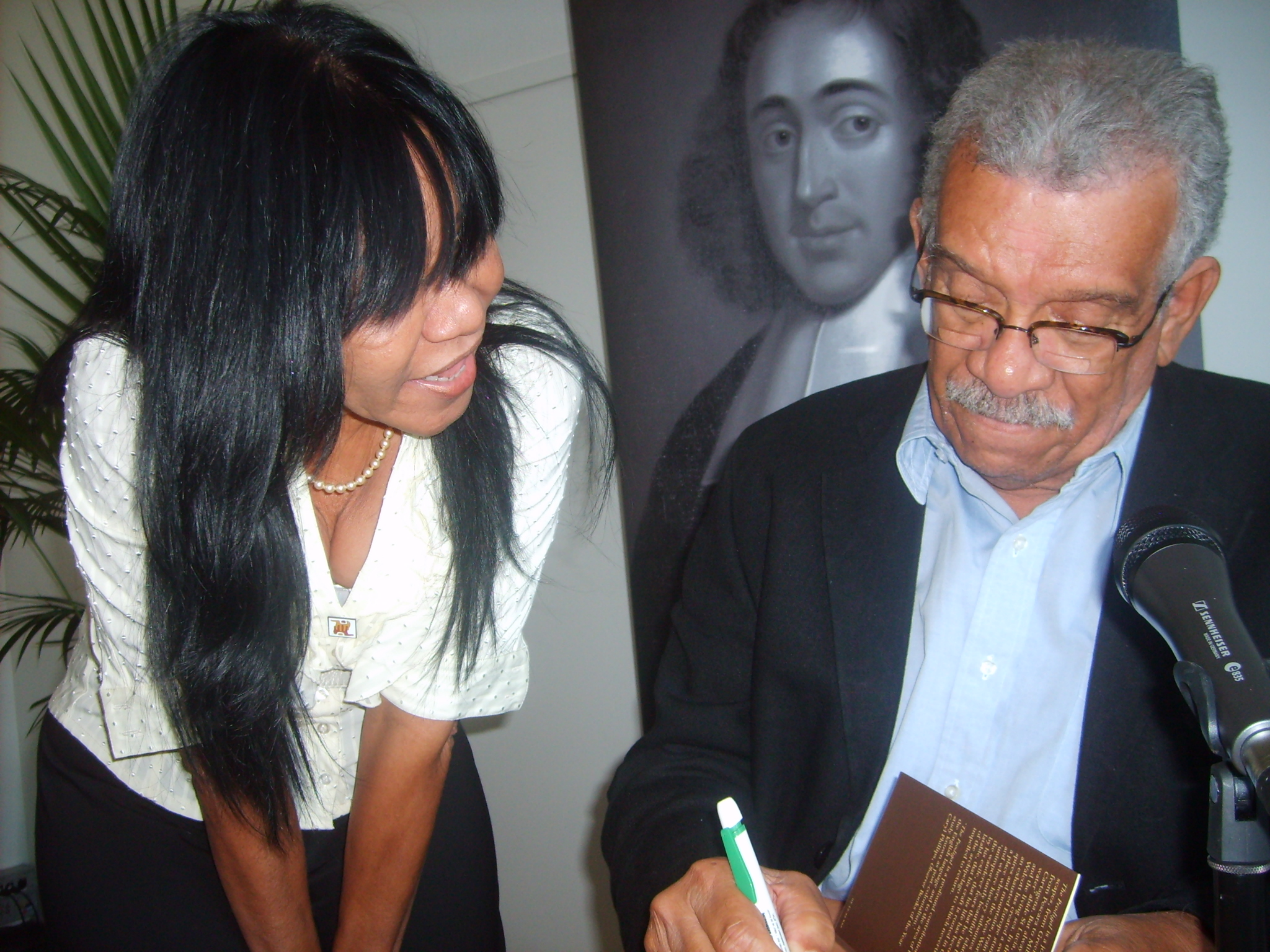
Derek Walcott signerar, 2008.

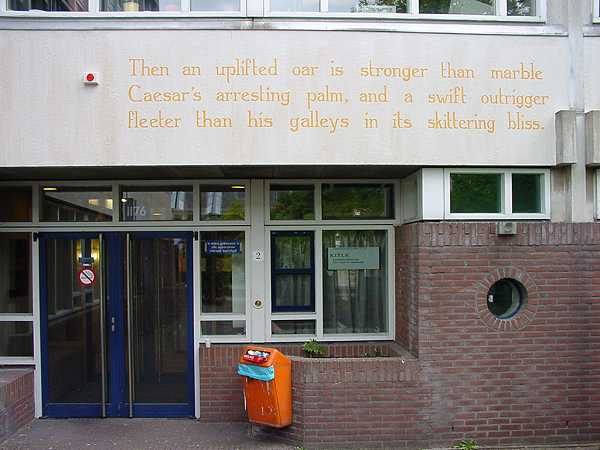
Utdrag ur Omeros på Reuvensplaats 2 i Leiden.

Derek Alton Walcott, född 23 januari 1930 i Castries, Saint Lucia, död 17 mars 2017 i Gros-Islet, Saint Lucia, var en luciansk poet, författare och målare.
Fadern dog då Derek och hans tvillingbror Roderick bara var några år gamla. Modern drev stadens metodistskola och arbetade som sömmerska. Walcott debuterade som artonåring, men genombrottet kom 1962 med In a Green Night. Hans stora verk räknas vara diktsamlingarna Another Life (1973) och The Star-Apple Kingdom (1979) samt diktareposet Omeros (1990).
Walcott delade länge sin tid mellan Boston University, där han undervisade i litterär framställning, och Trinidad, där han i omkring 25 år ledde en teater. Hans poesi är präglad av den karibiska övärldens våldsamma historia med slaveri och förtryck.
Derek Walcott belönades 1992 med Nobelpriset i litteratur. Han samarbetade med Paul Simon 1997 på musikalen The Capeman, men den erhöll mycket dåliga recensioner.
Sedan 2001 ingår ett utdrag ur eposet Omeros i den internationella samlingen av offentliga väggdikter i den holländska staden Leiden.

## Derek Walcott på svenska
- Vinterlampor: dikter i urval (översättning Jonas Ellerström m.fl., Wahlström & Widstrand, 1991)
- Sista karnevalen (pjäs) (The last carnival, översättning Magnus Hedlund, Wahlström & Widstrand, 1992)
- Söndagscitroner: ett urval dikter (översättning Knut Ahnlund (och nio andra), Wahlström & Widstrand, 1993) [Innehåller även Walcotts nobelprisföreläsning, i översättning av Ulla Roseen)